# NGC 4738
NGC 4738 (другие обозначения — UGC 7999, MCG 5-30-103, ZWG 159.92, FGC 1510, PGC 43517) — спиральная галактика (Sc) в созвездии Волос Вероники.
Фотометрический анализ показывает, что в этой галактике есть балдж, но его светимость составляет менее 3% светимости диска. При моделировании гало тёмной материи в этой галактике было выяснено, что его масса должна составлять не менее половины массы диска, в противном случае толщина диска была бы больше.
Этот объект входит в число перечисленных в оригинальной редакции «Нового общего каталога».